# Turbo C
Turbo C was een geïntegreerde ontwikkelomgeving van Borland voor de programmeertaal C, uitgebracht op 13 mei 1987, waarna het in mei 1990 werd opgevolgd door Turbo C++.
Eerder had Borland al Turbo Pascal uitgebracht, dat een vergelijkbare IDE had rond de programmeertaal Pascal, en TurboBASIC.
Sinds 2006 is Turbo C als freeware beschikbaar.